# Jewish Defense League
Ne doit pas être confondu avec Ligue de défense juive.
Pour les articles homonymes, voir JDL.
La Jewish Defense League (JDL) est un mouvement américain néosioniste, créé aux États-Unis en 1968 par Meir Kahane, fondateur deux ans plus tard du parti politique israélien Kach. Le mouvement se répandit plus tard dans plusieurs pays du monde[réf. nécessaire][Lesquels ?], dont la France (Ligue de défense juive).
Se présentant comme un mouvement d'auto-défense anti-raciste et opposé au terrorisme, la JDL est considérée par le FBI comme un groupe terroriste et une « organisation juive violente et extrémiste » et par le Southern Poverty Law Center comme un « groupe de haine » (« hate group ») anti-arabe. L'organisation s'est rendue responsable par le passé, à côté d'un militantisme activiste plus classique, de plusieurs attentats et assassinats aux États-Unis contre des intérêts arabes et soviétiques et des personnalités considérées comme « ennemies du Peuple juif ».

## La Jewish Defense League
La Jewish Defense League est fondée en 1968 à New York (États-Unis) par le rabbin Meir Kahane, chef du mouvement néosioniste israélien Kach.
Ayant compté jusqu'à plus de 15 000 membres, la JDL a été considérée comme la deuxième organisation terroriste la plus active aux États-Unis pendant deux décennies. Au début des années 1970, la JDL axa son action contre l'URSS, à la suite du refus du pays de laisser partir pour Israël ses ressortissants juifs[réf. nécessaire]. En septembre 1969, la JDL menace six membres de l'ONU, ressortissants de pays arabes, de représailles pour le terrorisme des Arabes. Le 22 mai 1970, la JDL attaque deux bureaux de l'OLP à New York, faisant trois blessés. Le 27 septembre 1970, deux membres de la LDJ sont arrêtés à l'aéroport Kennedy alors qu'ils planifiaient de détourner un avion d'une compagnie aérienne arabe. Le 25 novembre 1970, la JDL fait exploser une bombe contre un bureau de la compagnie aérienne soviétique Aeroflot. Le 26 janvier 1972, la JDL incendie un immeuble de la Columbia à New York, faisant un mort. Le même jour, elle fait exploser une bombe au bureau de l'imprésario Sol Hurok (qui organisait des tournées d'artistes russes) à New York, faisant un mort et treize blessés.
Le 13 novembre 1974, un leader de la JDL est arrêté par le FBI pour avoir publiquement menacé de mort Yasser Arafat. Le 30 janvier 1975, deux membres de la JDL sont arrêtés, suspectés d'avoir incendié la voiture du frère d'un criminel de guerre nazi. Ils plaident coupable. Le 26 novembre 1976, le chef de la section de Washington de la JDL est condamné pour conspiration après avoir mitraillé les appartements de deux officiels soviétiques. Le 15 août 1977, la JDL fait exploser à Brooklyn un véhicule de l'association Jews for Jesus. Le 22 juin 1978, un membre canadien de la JDL plaide coupable pour un attentat à la bombe contre la maison d'un néo-nazi canadien. Le 18 août 1978, la JDL revendique l'incendie du quartier général du Parti démocrate à Los Angeles.
Le 5 avril 1982, la JDL incendie un restaurant libanais à Brooklyn, faisant un mort et huit blessés. Le 11 octobre 1985, Alex Odeh (en) du American-Arab Anti-Discrimination Committee (en) meurt dans l'explosion d'une bombe. Le porte-parole de la JDL considère qu'il a « eu exactement ce qu'il méritait. » Irv Rubin (en), alors leader de la JDL, est arrêté en 2001 alors qu'il préparait des attentats contre une mosquée américaine et le bureau d'un député américain d'origine libanaise Darrell Issa.
Le massacre d'Hébron de 1994, où des dizaines de Palestiniens en prière furent massacrés par un homme armé dans la ville d'Hébron en Cisjordanie, fut perpétré par un ancien membre de la JDL ayant émigré des États-Unis, Baruch Goldstein. La JDL soutient, dans son site web, « nous n'avons pas honte de dire que Goldstein fut un membre fondateur de la Jewish Defense League. »
Depuis longtemps de nombreux groupes juifs ont été hostiles au groupe. Selon un représentant de l'Anti-Defamation League, le groupe se compose uniquement de « voyous et hooligans ».

### Opposition aux Soviétiques
Initialement la ligue fut liée à une série d’attentats contre les intérêts soviétiques aux États-Unis, pour protester contre la répression de ce pays contre les juifs soviétiques, qui étaient souvent emprisonnés et interdits de visas de sortie,. La JDL décida que la violence était nécessaire pour attirer l’attention sur leur situation, prévoyant que Moscou répondrait aux tensions dans les relations entre les États-Unis et l'URSS en autorisant plus d'émigration vers Israël.
Le 29 novembre 1970 une bombe explosa devant les bureaux de Manhattan de la compagnie aérienne soviétique Aeroflot. Un appel anonyme à l’Associated Press revendiqua la responsabilité et utilisa le slogan « Plus jamais ça ! » de la JDL. Un autre attentat à la bombe, le 8 janvier 1971, devant le centre culturel soviétique à Washington, fut suivi d'un appel similaire, y compris le slogan. Un porte-parole de la JDL nia toute implication de la JDL dans l'attentat, mais refusa de le condamner. En 1970, des agents soviétiques envoyèrent des lettres de menace à des missions arabes se réclamant de la LDJ pour la discréditer. Ils eurent également pour mission de dynamiter une cible dans la « partie noire de New York » et d'en faire porter la faute sur la LDJ.
En 1971 un membre de la JDL aurait tiré un coup de fusil dans le bureau de la mission de l'Union soviétique à l'ONU. En 1972 deux membres de la JDL furent arrêtés et accusés de possession de bombe et de cambriolage dans un complot pour faire sauter la résidence de la mission soviétique à l'ONU à Long Island. Ils plaidèrent coupables et furent condamnés à purger trois ans de prison l'un, et un an et un jour l'autre. En 1975 le leader de la JDL Meir Kahane fut accusé de conspiration d'enlèvement d'un diplomate soviétique, d'attaque à la bombe de l'ambassade irakienne à Washington, et de trafic d'armes en provenance d'Israël. Une audience eut lieu pour révoquer la libération conditionnelle de Kahane pour une affaire de fabrication de bombe incendiaire en 1971. Il a été reconnu coupable de violation de liberté conditionnelle probation et a purgé une peine d'un an de prison.
La JDL était en colère contre l'impresario Sol Hurok qui faisait venir des artistes de l'Union soviétique aux États-Unis. En 1972 une bombe explosa dans son bureau de Manhattan, tuant une secrétaire qui se trouvait être juive,. Hurok et douze autres furent blessés. Jerome Zeller de la JDL fut inculpé pour l'attentat.
Les activités de la JDL furent condamnées par les refuzniks qui estimèrent que les actions du groupe rendaient moins probable que l'Union soviétique assouplisse les restrictions sur l'émigration juive. Le 6 avril 1976 six refuzniks de premier plan — Vladimir Slepak, Alexander Lerner, Natan Sharansky, Iosif Begun — condamnèrent les activités de la LDJ comme terroristes, affirmant que leurs « actions constituent un danger pour les juifs soviétiques [...] car elles pourraient être utilisées par les autorités comme prétexte à de nouvelles répressions et à de l'hostilité antisémite. »
Pendant les années 1980, Victor Vancier (qui fonda plus tard la Jewish Task Force) et deux autres anciens membres de la JDL furent arrêtés dans le cadre de six incidents ; une bombe incendiaire sur une automobile dans une résidence diplomatique soviétique en 1984, les attentats à la bombe de 1985 et 1986 contre des voitures de membres de la JDL rivale, une bombe incendiaire dans une salle où se produisait l'Orchestre symphonique de la fédération de Russie en 1986, deux grenades lacrymogènes lancées en 1986 pour protester contre des représentations de troupes de danse soviétiques. Dans un entretien avec la correspondante du Washington Post Carla Hall en 1984, Meir Kahane admit que la JDL avait « attaqué à la bombe la mission russe à New York, la mission culturelle russe [à Washington] en 1971, les bureaux commerciaux soviétiques . »,

### Appel au meurtre
Le 16 mars 1978, Irv Rubin déclara à propos du projet du Parti nazi américain de défiler à Skokie : « Nous offrons 500 $, que j'ai dans ma main, à tout membre de la communauté [...] qui tue, mutile ou blesse gravement un membre du parti nazi américain. »[réf. souhaitée] Rubin fut poursuivi pour appel au meurtre mais fut acquitté en 1981.
En 1972 Irv Rubin tenta lui-même d'assassiner Joseph Tommasi, un leader national-socialiste.
Des membres de la JDL ont souvent été soupçonnés d'être impliqués dans les attaques contre des néo-nazis, des négationnistes, des antisémites. En 1995, lorsque la résidence à Toronto d'Ernst Zündel a été la cible d'un incendie criminel, un groupe se faisant appeler « Jewish Armed Resistance Movement » revendiqua la responsabilité; d'après le Toronto Sun le groupe avait des liens avec la JDL et Kahane Chai. Le chef de la branche torontoise de la JDL, Meir Halevi, nia toute implication dans l'attaque, bien que Halevi ait été appréhendé par la police cinq jours plus tard essayant de s'introduire dans la propriété Zündel,. Plus tard le même mois Zündel fut le destinataire d'un colis piégé, détruit par les démineurs de la police de Toronto.

### Meurtre d'Alex Odeh
Le 11 octobre 1985, l'Arabe américain Alex Odeh (en), directeur régional de l'American-Arab Anti-Discrimination Committee (en), a été tué par une bombe dans son bureau de Santa Ana (Californie). Peu avant son assassinat, Odeh était apparu dans l'émission de télévision Nightline, où il s'était engagé dans un dialogue tendu avec un représentant de la Jewish Defense League.
Irv Rubin (en), président de la JDL, fit alors plusieurs déclarations publiques controversées : « Je n'ai pas de larmes pour M. Odeh. Il a eu exactement ce qu'il méritait. [...] Mes larmes ont été utilisés pour pleurer Leon Klinghoffer (en). » L'Anti-Defamation League et l'American Jewish Committee condamnèrent tous deux le meurtre.
Quatre semaines après la mort d'Odeh, Lane Bonner, porte-parole du FBI, déclara que le FBI attribuait cette attaque à la bombe et deux autres à la JDL. En février 1986, le FBI classa l'attentat ayant tué Alex Odeh comme action terroriste. Rubin nia toute implication de la JDL : « Ce que le FBI fait est simple [...] Quelqu'un appelle une agence de presse et utilise l'expression Never Again [...] et sur cette base ils peuvent calomnier tout un groupe. C'est tragique. »
En 1987 Floyd Clarke (en), alors directeur adjoint du FBI, écrivit dans une note interne que les suspects principaux avaient fui en Israël et vivaient dans la ville de Kiryat Arba, en Cisjordanie. En 1988 le FBI arrêta Rochelle Manning comme suspecte pour une attaque par colis piégé et accusa son mari Robert Manning, considéré comme le principal suspect dans l'attentat contre Odeh. Tous deux étaient membres de la LDJ. Le jury ne parvint pas à une décision, et après l'annulation du procès elle partit pour Israël rejoindre son mari.
Robert Manning fut extradé d'Israël aux États-Unis en 1993. Il fut ensuite déclaré coupable d'implication dans le meurtre de Patricia Wilkerson dans une autre explosion sans rapport,. William Ross, un autre membre de la JDL, fut aussi reconnu coupable pour sa participation à l'attentat ayant tué Wilkerson. Rochelle Manning a été poursuivie à nouveau pour son implication présumée, et a été détenue en Israël en attendant son extradition, mais elle est morte d'une crise cardiaque en 1994.

### Projets d'attentats contre une mosquée et un parlementaire
Le 12 décembre 2001 Irv Rubin (en) et Earl Krugel (en) (dirigeant et membre de la JDL) furent accusés de planifier une attaque terroriste contre le bureau du parlementaire arabe américain Darrell Issa, dans le sillage des attentats du 11 septembre 2001. Ils avaient également prévu des attaques sur la mosquée Roi Fahd à Culver City.
Rubin clama son innocence. Le 4 novembre 2002, à la prison fédérale (en) de Los Angeles, Rubin se trancha la gorge avec un rasoir de sécurité et sauta par une fenêtre du troisième étage,. Le suicide de Rubin sera contesté par sa veuve et la LDJ, en particulier après que son coaccusé plaidera coupable et impliquera Rubin dans le complot. Le 4 février 2003 Earl Krugel (en) plaida coupable de conspiration et possession d'armes découlant de projet terroriste, et il fut demandé jusqu'à 20 ans de prison. La preuve essentielle contre Krugel et Rubin a été dans un certain nombre de conversations enregistrées par un informateur, le militant pride juif Danny Gillis, qui avait été embauché par les hommes pour poser les bombes, mais qui s'était orienté vers le FBI,. Selon une cassette, Krugel pensait que les attentats serviraient de « sonnette d'alarme » pour les Arabes.
Krugel fut ultérieurement tué en prison par un autre détenu, le 4 novembre 2005.

### Liens avec Ruthless Records
Lorsque le rappeur et producteur Dr.Dre quitta Ruthless Records pour rejoindre le label de rap rival Death Row, dirigé par Suge Knight, Mike Klein et Jerry Heller, cadres chez Ruthless Records, demandèrent l'aide de la LDJ, à la suite d'une agression de Suge Night sur le rappeur phare de Ruthless, Eazy-E, ancien membre du groupe NWA avec entre autres Dr. Dre et Ice Cube. Ce dernier avait clashé le manager du groupe Jerry Heller après avoir rompu avec celui-ci avec la formule "I won't let a Jew break up my crew" ("Je ne vais pas laisser un juif briser mon équipe").
Mike Klein, ancien directeur de Ruthless Records, a déclaré que « La LDJ a proposé de fournir des gardes du corps à Eazy-E lorsque Knight l'aurait menacé au début des années 1990 ». Cela fourni à Ruthless Records du muscle pour entrer en négociations avec Death Row Records sur le départ de Dr. Dre. Bien que Suge Knight ait violemment demandé une libération de Dr. Dre, la LDJ et Ruthless Records purent s'asseoir avec Death Row et de négocier une libération dans laquelle le label continuerait à recevoir de l'argent et les droits d'auteur des projets futurs de Dr. Dre. C'est dans ces termes Dr Dre quitta Ruthless Records et forma Death Row Records avec Suge Knight.
Le FBI démara une enquête en blanchiment d'argent, sur la présomption que la LDJ aurait extorquée de l'argent de Ruthless Records. Cela conduisit Irv Rubin (en), porte-parole de la JDL, à publier un communiqué de presse indiquant que « il n'y avait rien d'autre qu'une relation étroite et serrée » entre Eazy-E et de la LDJ.
Jerry Heller a expliqué que l'enquête du FBI avait d'autres causes que l'implication de la JDL avec Ruthless Records. Selon lui, Eazy E avait reçu des menaces de mort, et il fut découvert qu'il était sur une liste noire de skinhead nazi. Heller a supposé que le FBI n'avait pas enquêté sur ces menaces à cause de la chanson Fuck Tha Police (en). D'après Heller « Ce n'était pas un secret qu'à la suite de l'incident avec Suge Knight où Eazy été contraint de signer avec Dr. Dre, Michel'le et The D.O.C., Ruthless était protégé par des agents de sécurité entrainés en ou lié avec Israël. » Heller soutient qu'Eazy E admirait le groupe pour leur slogan « Never Again », et qu'il avait l'intention de faire un film sur le groupe.

### Schisme
Après la mort de Rubin en novembre 2002, William Maniaci fut nommé président par intérim par Shelley Rubin. Deux ans plus tard la Jewish Defense League s'embourbe dans le problème du contrôle légal de l'organisation. En octobre 2004, Maniaci rejette l'appel de Shelley Rubin à sa démission, visant à ce que Maniaci soit déchu de son titre et radié. À ce stade, la JDL se divise en deux factions distinctes, chacune luttant pour le contrôle légal de la propriété intellectuelle associée. Les deux tendances opèrent en tant qu'organisations distinctes portant le même nom alors qu'une longue bataille juridique se déroule. En avril 2005 le nom de domaine d'origine de l'organisation, jdl.org, est suspendu par Network Solutions pour une suspicion d'infraction à ses règles. L'organisation utilise alors jewishdefenseleague.org.
Depuis 2006, Shelley Rubin (en), la veuve de l'ancien leader Irv Rubin, dirige l'organisation. Si l'organisation a compté plusieurs milliers de membres, elle n'en rassemblerait que quelques douzaines aujourd'hui.
En avril 2006, un règlement du conflit interne est annoncé, par lequel les signataires conviendraient de ne pas s'opposer au «titre de président permanent et chef de la direction de la JDL pour Shelley Rubin ». L'accord confirme également que « le nom « Jewish Defense League », le sigle « JDL » et le logo « Fist and Star » sont la propriété intellectuelle exclusive de la JDL » (des opposants aux deux groupes affirmaient que ces symboles sont kahanistes et non pas la propriété exclusive de la JDL. Actuellement le logo n'est plus utilisé par les groupes kahaniste.) L'accord stipule également que « les noms de domaine enregistrés au nom de la JDL, y compris jdl.org et jewishdefenseleague.org, sont détenus et exploités par la JDL ». Pendant ce temps le groupe adverse forme B'nai Elim (en), qui est le dernier des nombreux groupes issus de la JDL qui se soit formé au fil du temps.

### Idéologie
Se qualifiant d'organisation de droite, la JDL est classée à l'extrême droite par de nombreux observateurs,,,,,.
La Jewish Defense League affirme que son idéologie est basée sur la Torah, la pensée de Meir Kahane, l'auto-défense, Israël et l'identité juive[réf. nécessaire]. Elle affirme cinq principes : l'amour du judaïsme, la dignité et la fierté (qui s'opposent à la haine antisémite méprisante envers les Juifs), le fer, la discipline et l'unité, la foi en l'indestructibilité du peuple juif. L'organisation prétend se battre contre l'antisémitisme et le négationnisme. Elle refuse le mariage entre juifs et non juifs et l'athéisme.
De nombreux membres de la LDJ sont également membres du Kach.
Son insigne est formé d'une étoile de David et d'un poing serré, dérivé de celui du Kach.
Le thèse de fond de la JDL, et des mouvements rattachés idéologiquement de près ou de loin au mouvement du Kach, est d'affirmer que le mouvement juif ne doit pas rester passif et soumis mais se défendre lui-même. La JDL affirme que si la communauté juive, pendant les années 1930 et 40, s'était défendue de manière radicale et ferme, il n'y aurait pas eu de génocide juif[réf. nécessaire].
La LDJ affirme mener un travail de défense de la communauté juive, entre autres contre les néo-nazis ; de dénonciation d' auteurs de propos ou attitudes qu'elle juge antisémites, notamment de certains médias, personnalités, ou mouvements d'extrême gauche ou communautaristes aux positions, selon elle, antisionistes ou pro-palestiniennes[réf. nécessaire].
La LDJ, au-delà de son but et de ses cinq valeurs, est ouverte à l'adhésion des non-Juifs.
La JDL prétend qu'en dehors des Juifs il n'existe historiquement pas de peuple correspondant à une ethnie palestinienne. Dans son site web officiel, la JDL déclare : « La première mention d'un « peuple palestinien » remonte à après la guerre de 1967, lorsque les communautés arabophones locales […] ont été rétrospectivement dotées d'une « nationalité » artificielle […] tirée de l'histoire juive […] » et que « clairement « palestinien » avait voulu dire « Juif » depuis l'époque romaine jusqu'à l'adoption récente par des arabes de cette identité afin de revendiquer cette terre. » Sur cette base, la LDJ soutient que « le sionisme ne [doit être] soumis à aucune obligation d'accueillir des réclamations « palestiniennes » séparées, il n'y a aucune preuve historique ou d'un témoignage d'aucune catégorie arabe de cette sorte », et considère les revendications palestiniennes comme de l'« usurpation arabe » d'un titre proprement juif.

## Critiques de la JDL
La JDL a été critiquée par l’Anti-Defamation League (ADL) pour présenter une version biaisée de la réalité aux juifs américains. L'ADL déclare que le fondateur de la JDL, Meir Kahane, a « prêché une forme radicale de nationalisme juif qui a montré du racisme, de la violence et de l'extrémisme politique », et que ces attitudes ont été reproduites par son successeur Irv Rubin. Le Southern Poverty Law Center (SPLC) a ajouté la JDL possède une liste de groupes haineux à surveiller,.

### Terrorisme
La JDL a été spécifiquement mentionnée par le directeur adjoint pour le contre-terrorisme et contre-espionnage au FBI John S. Pistole (en) dans son rapport avant la Commission nationale sur les attaques terroristes contre les États-Unis. Les statistiques du FBI montrent que de 1980 à 1985, il y eut 18 attaques terroristes aux États-Unis commises par des juifs, 15 le furent par des membres de la JDL. D'après le Washington Report on Middle East Affairs (en)

« Dans une étude du terrorisme intérieur de 1986, le ministère de l'Énergie a conclu : « Depuis plus d'une décennie, la Jewish Defense League (LDJ) a été l'un des groupes terroristes les plus actifs aux États-Unis… Depuis 1968 les opérations de la JDL ont tué 7 personnes et blessé au moins 22,39 % des cibles étaient liés à l'Union soviétique, 9 % étaient palestiniennes, 8 % étaient libanaises, 6 % égyptiennes, 4 % françaises, iraniennes, irakiennes, 1 % polonaises et allemandes, et 23 % n'étaient connectées avec aucun État. 62 % de toutes les actions de la JDL sont dirigées contre des biens ; 30 % contre des entreprises ; 4 % contre des universitaires et des établissements universitaires ; et de 2 % contre des objectifs religieux. » (ministère de l'Énergie, Terrorisme aux États-Unis et la menace potentielle sur les installations nucléaires, R-3351-DOE, janvier 1986, p. 11-16) »

La base de données d'organisations terroristes du National Memorial Institute for the Prevention of Terrorism (en), qui est alimentée par des consultants officiels du gouvernement des États-Unis et est officiellement un projet soutenu par le département de la Sécurité intérieure, identifie la JDL comme une ancienne organisation terroriste.
Bien que le site Web du JDL rejette explicitement le terrorisme, il exprima souvent un soutien à des actes de vengeance en représailles à des attaques terroristes d'Arabes contre des Juifs. Le 26 octobre 1981, après que deux bombes incendiaires eurent endommagé l'office de tourisme égyptien au Rockefeller Center, le président de la JDL Meir Kahane déclara lors d'une conférence de presse : « je ne vais pas dire que la LDJ a commis cette attaque à la bombe. Il y a des lois contre ça dans ce pays. Mais je ne vais pas dire que je suis désolé non plus. » Le lendemain, un appel anonyme revendiqua la responsabilité au nom de la LDJ. Un porte-parole JDL nia plus tard toute implication de son groupe, mais déclara : « nous soutenons l'acte. »
Dans son rapport Terrorism 2000/2001 le FBI parle de la JDL comme une « organisation juive extrémiste et violente » et déclare que le FBI a été chargé de contrecarrer au moins un de ses actes terroristes. National Consortium for the Study of Terror and Responses to Terrorism (en) déclare qu'au cours des deux premières décennies de la JDL, elle était une « organisation terroriste active. » La JDL a été spécifiquement mentionnée par le directeur adjoint pour le contre-terrorisme et contre-espionnage au FBI John S. Pistole (en) dans son rapport avant la Commission nationale sur les attaques terroristes contre les États-Unis.
En 2014, le membre de la LDJ, Grégory Chelli (alias « Ulcan »), a perpétré des attaques de swatting en France, au cours desquelles un homme est décédé.

## Présidents de la JDL
D'après la liste officielle des «JDL Chairman » :
- 1968 à 1971 : rabin Meir Kahane, président international ;
- 1971 à 1973 : David Fisch, un étudiant religieux de l'université Columbia, qui plus tard écrivit des articles pour des magazines juifs, et le livre Jews for Nothing ;
- 1974 à 1976 - Russel Kelner, originaire de Philadelphie, ancien lieutenant de l'US Army entrainé dans la guerre de contre-guérilla, il déménagea à New York pour diriger le camp paramilitaire JeDEL de la JDL, et ensuite pour diriger le bureau national en tant que président ;
- 1976 à 1978 : Bonnie Pechter ;
- 1979 à 1981 : Brett Becker, originaire de South Florida, il vint à New York pour devenir président ;
- 1981 à 1983 : Meir Jolovitz, originaire d'Arizona, il vint aussi à New York ;
- 1983 à 1984 : Fern Sidman ;
- 1985 à 2002 : Irv Rubin (en), président international ;
- depuis 2002 : Shelley Rubin (en), directeur administratif de 2002 à 2006, président depuis 2006[74].